# Carmelo Pastor
Carmelo Pastor Pla fue un pintor y escultor español. (Valencia 1924 - Aquisgrán 1966)
Fue aprendiz en un taller y por sus aptitudes hacia la escultura ingresó en la Escuela Superior de Bellas Artes de San Carlos. 
En 1944, recién cumplido los veinte años obtuvo la Pensión de Escultura de la Diputación de Valencia, prorrogarda luego por dos veces.
En 1948 obtuvo el Gran Premio de Roma y una beca para estudiar en la Academia de España en Roma y durante su estancia entabló una gran amistad con otro artista de su generación Ramón Gaya, que continuó una vez en España.
Es autor de un Vía Crucis, encargado por la embajada de la Santa Sede de Roma en 1954, para que fuera colocado en la colina de San Pietro in Montorio. 

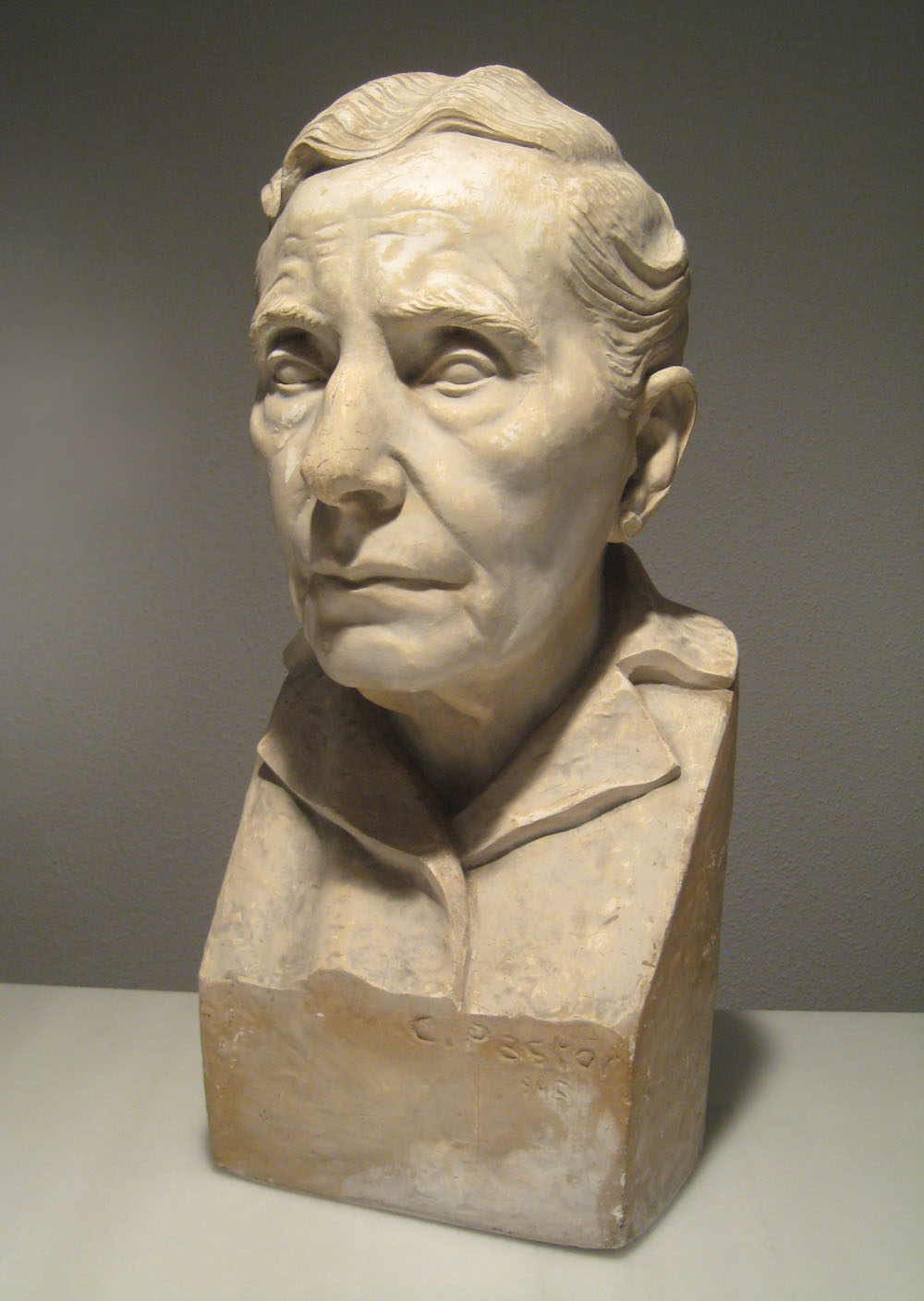
Busto de Magdalena Baradat, 1945.

En 1958, esculpió una obra similar, esta vez en bronce, para la Iglesia de Santa María de Montserrat de los Españoles, en Roma. Se le llamó “lo scultore di Papi” porque le hizo los bustos a Juan XXIII y a Pablo VI. 
En las aulas de San Carlos conoció a Eusebio Sempere, Manuel Benet, García Borillo, Manuel Gil y Néstor Casani y tuvo como profesores a Rafael Sanchis Yago, Salvador Tuset y Felipe María Garin Ortiz de Taranco.
La Real Academia de España en Roma se encuentra situada en el Gianicolo, colina que domina la ciudad al otro lado del río Tíber muy cerca del barrio del Trastevere. Dentro de esta colina forma parte del llamado "complejo español" del Gianicolo, conformado por la iglesia de San Pietro in Montorio, el Tempietto del Bramante, la Real Academia de España, Villa Vaini -actual residencia del Embajador de España en Italia- y el Liceo Español Cervantes.
La Real Academia de España en Roma fundada en 1873 gracias al impulso de Emilio Castelar, ministro de Estado de la I República española y promotor de la institución, 
ha desarrollado un papel fundamental en la formación de muchas generaciones de artistas e intelectuales españoles. Han pasado por sus estudios músicos como Ruperto Chapí o Tomás Bretón; pintores como Francisco Pradilla, Alejo Vera o Muñoz Degraín; escultores como Agustín Querol o Mariano Benlliure, que con el tiempo también llegó a ser Director de la Academia; y arquitectos como Aníbal Álvarez o Teodoro de Anasagasti, marqués de Lozoya, Valle-Inclán.
El edificio se estructura en torno a un bello claustro cinquecentesco de dos plantas, su alrededor se ubican los estudios y habitaciones de los becarios, algunos con vistas excepcionales de Roma y otros de los jardines de la propia Academia, de inspiración romántica y árboles centenarios, visibles desde la ciudad y divididos por una vía peatonal, que sirve de acceso de la Academia al Trastevere, jalonada por un bello Vía Crucis de catorce bajorrelieves en barro cocido policromado realizados por Carmelo Pastor durante su estancia en esta institución y que sustituyen los mismos motivos antiguos desaparecidos.
Carmelo Pastor en 1952 es el encargado de la restauración del Sepulcro de los Boil, en el Claustro Mayor del antiguo Real Convento de Santo Domingo, en Valencia, monumento muy ligado a la historia de la ciudad, desde la reconquista de esta por el rey don Jaime I de Aragón.
En este mismo año partecipa a la Bienal de Venecia en rapresentación de España.
Carta de Carmelo Pastor a Ramón Gaya
Roma 9 marzo de 1961
Querido Ramón:
En este momento ha recibido la tarjeta que me envía desde Sevilla. Recibí también la castiza desde Málaga, y la elogiosa desde Ronda: Digo!
Esta mañana, como otras veces, estuve en Gigi y en el ex estudio di Mario di Fiori, para ver si había llegado algo para remitirle. De Manzú, todavía no ha llegado nada. Mucho me temo que este hombre no se encuentre en Italia, de todos modos es muy extraño. En Gigi, Pietro me dio un libro, que venía en un sobre abierto, de Rosa Chacel: “La sinrazón”, dedicado.  Está expedido desde Nueva York con este remite: R. Chacel. 30 W 71 Street. New Cork 23. Dígame si quiere que se lo envíe, o bien a Murcia, o a Barcelona. (Urmeneta) 
Envíe el libro de Ungaretti a Tomás Segovia. Lo que todavía no he podido hacer es llevar a la Sra. Mortari, sus cosas. Pero lo haré uno de estos días. Recogí todo lo que Ud, dejó en el hotel 
Auriga, en aquella misma mañana. Johanna quiso despertarme a las 8.30 para que viera el eclipse de Sol, y casi no lo logró.
Enrique Rivas, se presentó un día en casa, con la buena nueva de que lo han aceptado en la F.A.O.! Está contentísimo. Como tiene que ocupar el puesto en abril, hasta entonces, se fue a Alemania para aprender alemán. Me dijo que quería escribirle desde allí y le di la dirección de Urmeneta.
He sabido por él, que María (María Zambrano) esta indignada con Ud. porque se fue a España sin decirles nada! Yo le dije lo que pasó durante esos días y de su ida precipitosa, por culpa de la huelga de los trenes.
Anteayer hice un arroz (creo, tan bueno como el último que ud. probó) dedicado a  Elena Croce y Tomás Carini. Piensan mucho en Ud. y se preguntan si “il Soggiorno andaluzo non si prolongerá oltre il previsto!”.
Me alegra mucho saber que irá o estará ya en Murcia. Ello, quiere decir que lo de Gimena no ha cuajado?
Sigue haciendo los artículos del A.B.C.? Ud. ya sabe lo difícil que es. No ya hacerse con ellos. Sino solo verlos, aquí en Roma!
De vez en cuando, oímos los discos que Ud. me dejó en depósito, pero quisiéramos oír uno muy “raro” que debe tener en casa de Tomasso Carini; se trata de una Antología de cantes populares en toda España, que nos acordamos de haber oído en su estudio. Ud. Me permitiría, que lo recogiera de casa Carini?
En Roma está haciendo un tiempo espléndido, tanto que es difícil hacer algo en casa.
Abrazos para Ud. y para Salvador de Carmelo y Johanna. 
Carmelo Pastor 
- Datos: Q5752385
- Multimedia: Carmelo Pastor / Q5752385